# Бродяга (фільм 1915)
«Бродяга» (англ. The Tramp) — американська короткометражна кінокомедія режисера Чарльза Чапліна 1915 року.

## Сюжет
У фільмі розповідається історія про волоцюгу, який спочатку захищає дівчину, котру намагаються обікрасти і зґвалтувати троє інших бродяг (у типажах цієї трійці проглядаються майбутні «самогонники»). Дівчина допомагає бідному лицарю влаштуватися на роботу, і далі йде каскад комічних ситуацій сільського життя. Основним мотивом даної стрічки є биття важкими предметами по голові неприємного персонажа і стусани під зад. Час від часу головний герой теж отримує по голові і ненадовго «вимикається» з подій. Конфлікти з роботодавцем не затьмарюють пасторального існування. Романтична лінія відносин із тією ж дівчиною перемежовується з спробами подоїти бика або корову. Потім три нехороших бродяги приходять до головного героя з пропозицією пограбувати господаря. І він погоджується, маючи намір їх обдурити. Постійно відбувається плутанина, і по голові весь час отримують непричетні. Зрештою грабіжники вигнані, головний герой поранений з револьвера в ногу. А до дівчини приїжджає молодий чоловік. І бродяга розуміє, що доброта — ще не любов. І пише коротку записку.

## У ролях
- Чарлі Чаплін— бродяга
- Една Первіенс — дочка фермера
- Ернест Ван Пелт — фермер
- Педді Магуайр— помічник фермера
- Ллойд Бекон— наречений дівчини / другий злодій
- Лео Вайт — перший злодій
- Бад Джемісон — третій злодій